# ペニョン・デ・ベレス・デ・ラ・ゴメラ
ペニョン・デ・ベレス・デ・ラ・ゴメラ（スペイン語: Peñón de Vélez de la Gomera）は、北アフリカのモロッコ沿岸にあるスペインの領土。スペインがモロッコ領内に抱える軍事的な飛地の1つである。
セウタとメリリャの2つの自治都市、チャファリナス諸島、ペニョン・デ・アルセマスと共にプラサス・デ・ソベラニアを構成する。

## 地理
セウタの南東約117km、メリリャの西約126km地点にある。北西から南東にかけて全長400m、面積は約1万9000m2、最高地点は標高87mである。peñón とは、スペイン語で岩を意味する。定住人口は、駐屯地に駐留するスペイン軍兵士のみである。
1934年まで島であったが、後に巨大な嵐で膨大な量の砂が流れ込み、大陸と島の間に短く狭い地峡が生まれた。これ以後は半島の様相となり、モロッコ沿岸と85mの砂の地峡でつながっている（世界最短の国境である）。

## 歴史
この岩だらけの島がスペインに占領されたのは1508年7月23日である。ペドロ・ナバーロ率いるスペイン艦隊が、島に籠もる手ごわい海賊たちを全滅させたのである。1522年、島の領主であったムーレイ・ムハンマドは島を自らの手中におさめた。1564年、フェリペ2世の命令で、カタルーニャ副王であったビリャフランカ侯爵ガルシア・アルバレス・デ・トレドは島を奪還した。この時のスペイン勢は93隻のガレー船、60隻のより小さな船より構成されていた。これ以降、ペニョン・デ・ベレス・デ・ラ・ゴメラはスペインの支配下にある。1921年のスペイン・モロッコ戦争では、駐留スペイン軍が強化された。
1872年、スペイン国会においてペニョン・デ・ベレス・デ・ラ・ゴメラの戦略的価値はないとみなされ、基地の放棄か撤退が提案されたが、実現に至っていない。
座標: 北緯35度10分21.29秒 西経4度18分2.89秒 / 北緯35.1725806度 西経4.3008028度